# Sweets for my sweet (Pomus & Shuman)
Sweets for my sweet is een lied dat werd geschreven door Doc Pomus en Mortimer Shuman. The Drifters brachten het in 1961 voor het eerst uit op een single, met Loneliness or happiness op de B-kant. Het verscheen een jaar later op hun album Save the last dance for me.
Het lied werd tientallen malen gecoverd. Zowel de versie van The Drifters als die van enkele andere artiesten belandde in de hitlijsten. In 1980 belandde in Nederland een discoversie in de Tipparade van The Twits (Patricia Paay en Yvonne Keeley).

## The Drifters
Sweets for my sweet was van The Drifters de eerste single waarop Charlie Thomas de leadzang op zich nam. De single bereikte in de Verenigde Staten de hitlijsten.
| Land/hitlijst          | pieknotering | aantal weken |
| ---------------------- | ------------ | ------------ |
| Billboard Hot 100 (VS) | 16           | 11           |

## The Searchers
De Britse band The Searchers bracht in 1963 een cover uit op een single. De single kwam op nummer 1 van de UK Singles Chart terecht en werd ook een hit in enkele andere landen. Op de B-kant van de single staat het nummer It's all been a dream.
| Land/hitlijst    | pieknotering | aantal weken |
| ---------------- | ------------ | ------------ |
| UK Singles Chart | 1            | 16           |
| Duitsland        | 44           | 8            |
| Noorwegen        | 8            | 5            |

## Tony Orlando
De Amerikaanse zanger Tony Orlando, in de jaren zeventig bekend met zijn popgroep Tony Orlando & Dawn, bracht de single in 1979 uit in zijn eigen land, Duitsland en Frankrijk. De plaat bereikte de middenregionen van Billboard Hot 100. Op de B-kant van de single staat het nummer High steppin'.
| Land/hitlijst          | pieknotering | aantal weken |
| ---------------------- | ------------ | ------------ |
| Billboard Hot 100 (VS) | 54           | 6            |

## Chriss
De Duitse zangeres Chriss (Christine Schmidt) kwam in 1986 met een discoversie. De single werd een bescheiden hit in Duitsland en werd verder ook in Spanje, Portugal en de Filipijnen uitgebracht. Op de B-kant van de single staat het nummer Empire of love.
| Land/hitlijst | pieknotering | aantal weken |
| ------------- | ------------ | ------------ |
| Duitsland     | 46           | 7            |

## C.J. Lewis
De Britse zanger C.J. Lewis bracht in 1994 een house/reggaeversie van het lied uit die een hit werd in een groot aantal landen. Op de B-kant van de single staat een skaversie van het nummer.
| Land/hitlijst       | pieknotering | aantal weken |
| ------------------- | ------------ | ------------ |
| Ultratop (BE-V)     | 9            | 16           |
| Hitparade (NL)      | 4            | 10           |
| Top 40 (NL)         | 3            | 11           |
| Verenigd Koninkrijk | 3            | 13           |
| Australië           | 45           | 5            |
| Nieuw-Zeeland       | 3            | 24           |
| Duitsland           | 28           | 16           |
| Oostenrijk          | 9            | 12           |
| Zwitserland         | 6            | 22           |
| Zweden              | 16           | 14           |